# Veniero Colasanti
Pour les articles homonymes, voir Colasanti.
Veniero Colasanti (né le 21 juillet 1910 à Rome et mort le 3 juin 1996) est un costumier et décorateur de théâtre et de cinéma italien.

## Biographie
Au cinéma, à partir de 1941, Veniero Colasanti collabore à une cinquantaine de films — certains en partenariat avec son collègue américain John Moore (en) (1928-1996) —, majoritairement italiens. S'y ajoutent de nombreuses coproductions, quelques films américains, ainsi que le film français Fort Saganne d'Alain Corneau (avec Gérard Depardieu et Philippe Noiret), sorti en 1984, son ultime contribution pour le grand écran.
Parmi ses autres films notables, mentionnons Les Derniers Jours de Pompéi de Marcel L'Herbier et Paolo Moffa (1950, avec Micheline Presle et Georges Marchal), Trapèze de Carol Reed (1956, avec Burt Lancaster, Gina Lollobrigida et Tony Curtis), Carthage en flammes de Carmine Gallone (1960, avec Anne Heywood et José Suárez), Le Cid d'Anthony Mann (1961, avec Charlton Heston et Sophia Loren), Les 55 Jours de Pékin de Nicholas Ray (1963, avec Charlton Heston, Ava Gardner et David Niven), ou encore Nina, dernier film de Vincente Minnelli (1976, avec Charles Boyer et Ingrid Bergman).
Le Cid lui vaut en 1962 une nomination à l'Oscar de la meilleure direction artistique.
Pour la télévision, entre 1958 et 1973, Veniero Colasanti contribue à trois feuilletons et à cinq téléfilms, la plupart réalisés par Vittorio Cottafavi.
Il est également connu pour son travail (avec John Moore pré-cité), dans le cadre du Festival de Salzbourg, sur les opéras Rappresentatione di anima e di corpo d'Emilio de' Cavalieri (1968 et 1973) et Der Rosenkavalier de Richard Strauss (1978 et 1979), et enfin sur le mystère Jedermann d'Hugo von Hofmannsthal (1983).

## Filmographie partielle

### Au cinéma
(films italiens, sauf mention contraire)

#### Comme costumier uniquement
- 1941 : Luna di miele (it) de Giacomo Gentilomo
- 1941 : Michel-Ange de Caravage, le peintre maudit (Caravaggio, il pittore maledetto) de Goffredo Alessandrini
- 1946 : Attentat à Téhéran (Teheran) de William Freshman et Giacomo Gentilomo (film italo-britannique)
- 1950 : Paolo et Francesca (Paolo e Francesca) de Raffaello Matarazzo
- 1954 : Attila, fléau de Dieu (Attila, il flagello di Dio) de Pietro Francisci
- 1954 : Quelques pas dans la vie (Tempi nostri) d'Alessandro Blasetti et Paul Paviot (film à sketches franco-italien)
- 1954 : Théodora, impératrice de Byzance (Teodora imperatrice di Bisanzio) de Riccardo Freda (film franco-italien)
- 1956 : Les Week-ends de Néron (Mio figlio Nerone) de Steno (film franco-italien)
- 1956 : Notre-Dame de Paris de Jean Delannoy (film franco-italien)
- 1956 : Trapèze (Trapeze) de Carol Reed (film américain)
- 1958 : Anna de Brooklyn (Anna di Brooklyn) de Carlo Lastricati (de) et Vittorio De Sica
- 1967 : Peyrol le boucanier (L'avventuriero) de Terence Young
- 1968 : Satyricon de Gian Luigi Polidoro

#### Comme décorateur uniquement
- 1950 : La Beauté du diable de René Clair (film franco-italien ; conseiller artistique)
- 1952 : Les hommes ne regardent pas le ciel (Gli uomini non guardano il cielo) d'Umberto Scarpelli
- 1953 : La Marchande d'amour (La provinciale) de Mario Soldati
- 1976 : Nina (A Matter of Time) de Vincente Minnelli (film italo-américain)

#### Comme costumier et décorateur
- 1941 : L'avventuriera del piano di sopra de Raffaello Matarazzo
- 1942 : Pazzo d'amore (it) de Giacomo Gentilomo
- 1942 : Un garibaldien au couvent (Un garibaldino al convento) de Vittorio De Sica
- 1949 : Fabiola d'Alessandro Blasetti (film franco-italien)
- 1950 : Sa Majesté monsieur Dupont (Prima comunione) d'Alessandro Blasetti (film franco-italien)
- 1950 : Les Derniers Jours de Pompéi (Gli ultimi giorni di Pompei) de Marcel L'Herbier et Paolo Moffa (film franco-italien)
- 1952 : Heureuse Époque (Altri tempi) d'Alessandro Blasetti
- 1955 : La Belle des belles (Le donna più bella del mondo) de Robert Z. Leonard (film franco-italien)
- 1957 : L'Adieu aux armes (A Farewell to Arms) de Charles Vidor (film américain)
- 1958 : Amore e chiacchiere (Salviamo il panorama) d'Alessandro Blasetti
- 1961 : Le Cid (El Cid) d'Anthony Mann (film italo-américain)
- 1963 : Les 55 Jours de Pékin (55 Days at Peking) de Nicholas Ray (film américain)
- 1964 : La Chute de l'empire romain (The Fall of the Roman Empire) d'Anthony Mann (film américain)
- 1984 : Fort Saganne d'Alain Corneau (film français)

### À la télévision
(comme costumier uniquement)
- 1958 : Humiliés et offensés (Umiliati e offesi), téléfilm de Vittorio Cottafavi
- 1958 : Antigone, téléfilm de Vittorio Cottafavi
- 1965 : Antoine et Cléopâtre (Antonio e Cleopatra), téléfilm de Vittorio Cottafavi
- 1966 : La fantarca, téléfilm de Vittorio Cottafavi
- 1967 : Don Giovanni, téléfilm de Vittorio Cottafavi
- 1973 : Napoléon à Sainte-Hélène (Napoleone a Sant'Elena), feuilleton de Vittorio Cottafavi

## Autres contributions (sélection)
- Festival de Salzbourg (comme costumier et décorateur) :
  - 1968 et 1973 : Rappresentatione di anima e di corpo, opéra d'Emilio de' Cavalieri, avec José van Dam, Suzanne Sarroca
  - 1978 et 1979 : Der Rosenkavalier, opéra, musique de Richard Strauss, livret d'Hugo von Hofmannsthal, avec Gundula Janowitz (Gwyneth Jones en alternance en 1979), Kurt Moll, Yvonne Minton, Lucia Popp, direction musicale Christoph von Dohnányi
  - 1983 : Jedermann, mystère d'Hugo von Hofmannsthal, avec Klaus Maria Brandauer, Marthe Keller

## Nomination
- Oscar de la meilleure direction artistique :
  - En 1962, catégorie couleur, pour Le Cid.